# Parahalosydna krassini
Parahalosydna krassini är en ringmaskart som först beskrevs av Annenkova 1952.  Parahalosydna krassini ingår i släktet Parahalosydna och familjen Polynoidae. Inga underarter finns listade i Catalogue of Life.